# Palazzo Regaù
Palazzo Regaù è un edificio tardo gotico, costruito intorno al 1480 a Vicenza nell'antico Borgo San Pietro al di là del fiume Bacchiglione. È situato nell'attuale contrà XX Settembre, quasi in angolo con contrà San Domenico.

## Storia
Il palazzo fu fatto costruire nella seconda metà del Quattrocento da Gasparo Monza figlio di Alberto, un mercante di tessuti lombardo che nel corso di quel secolo si era stabilito e arricchito a Vicenza. Nel 1493 gli eredi di Gasparo si spartirono il palazzo dividendolo in due, corte compresa; pochi anni più tardi le due parti divennero proprietà delle famiglie Barbaran e Angarano. Quest'ultima, nei primissimi anni del Cinquecento, fece aggiungere un'ala con due arcate di portico alla sinistra della facciata, ricalcando lo stile tardo gotico della costruzione precedente.
Dopo diversi ulteriori passaggi di proprietà, nel 1888 il palazzo fu adibito a dormitorio pubblico, sempre più trascurato e in degrado fino alla fine del Novecento, quando si provvide ad un accurato restauro che lo restituì agli antichi aplendori.

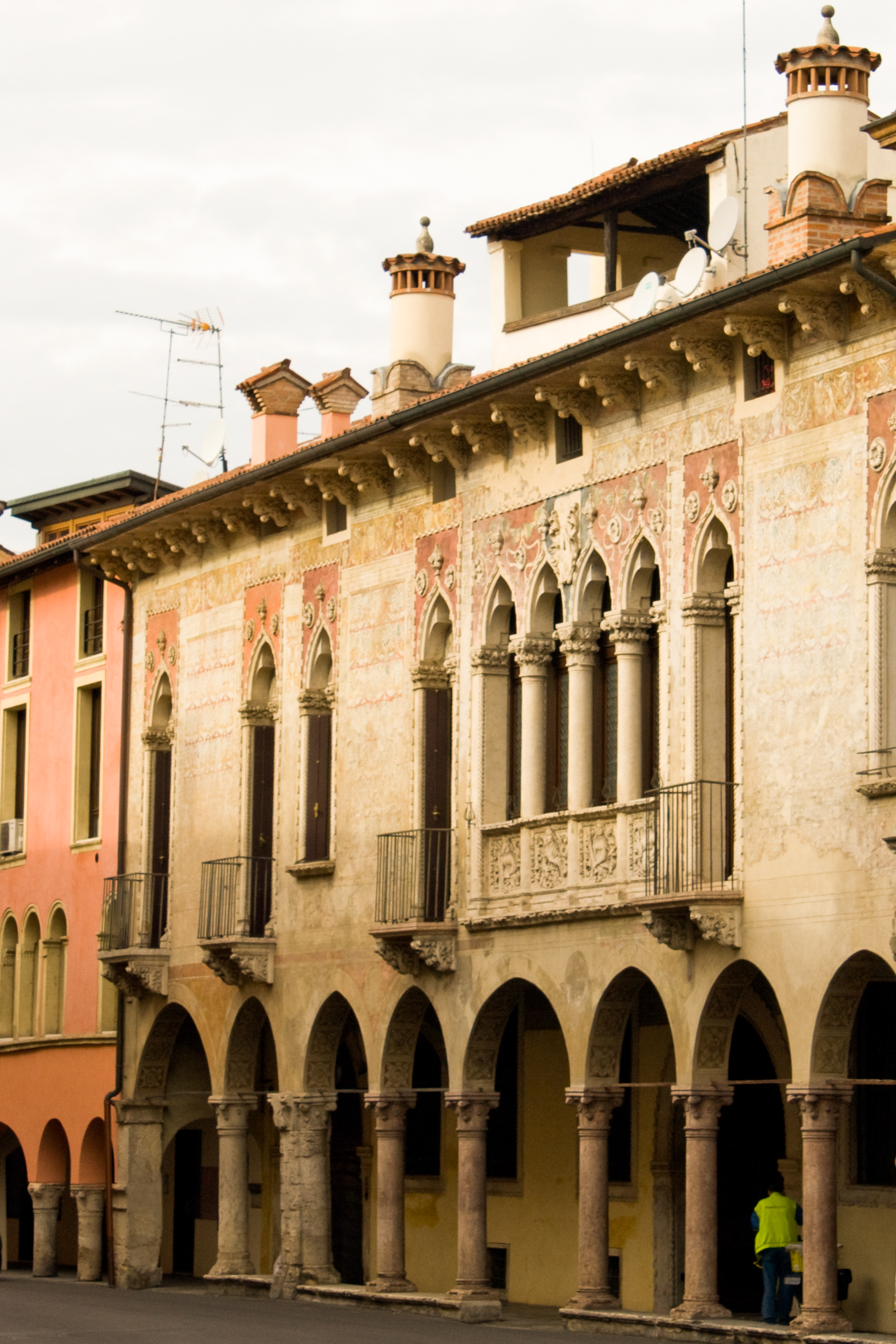
Facciata
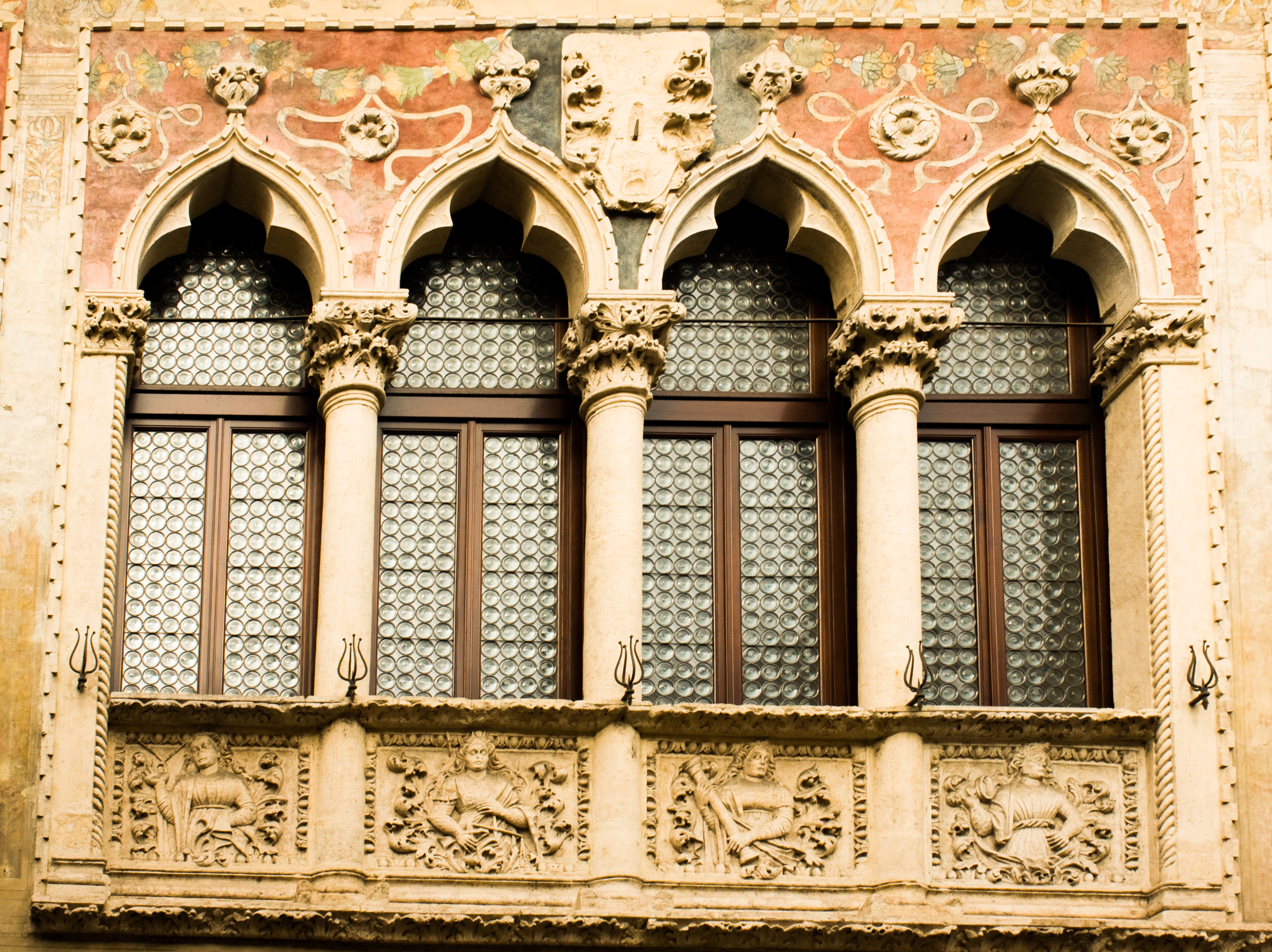
Quadrifora
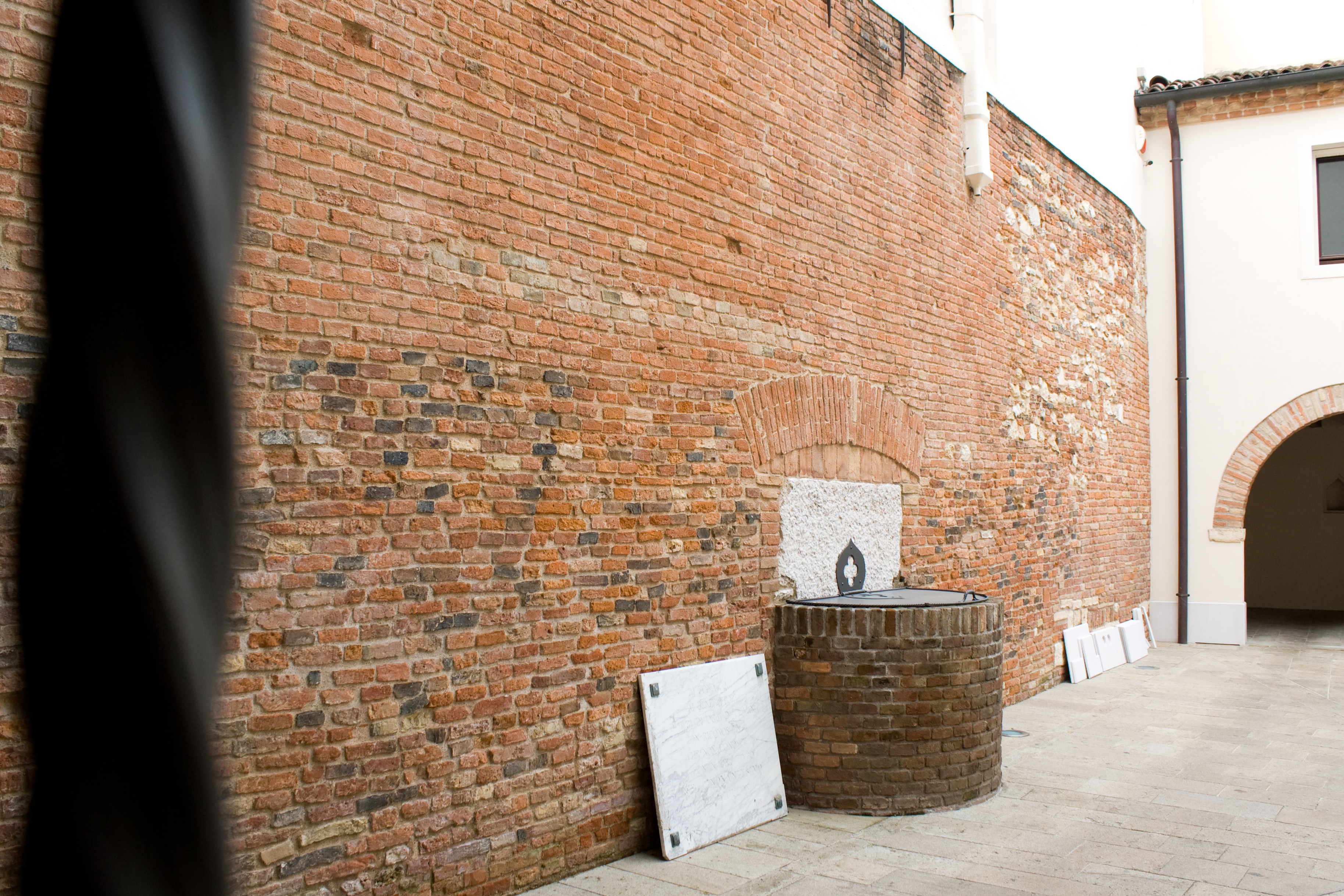
Muro divisorio del cortile interno

## Descrizione

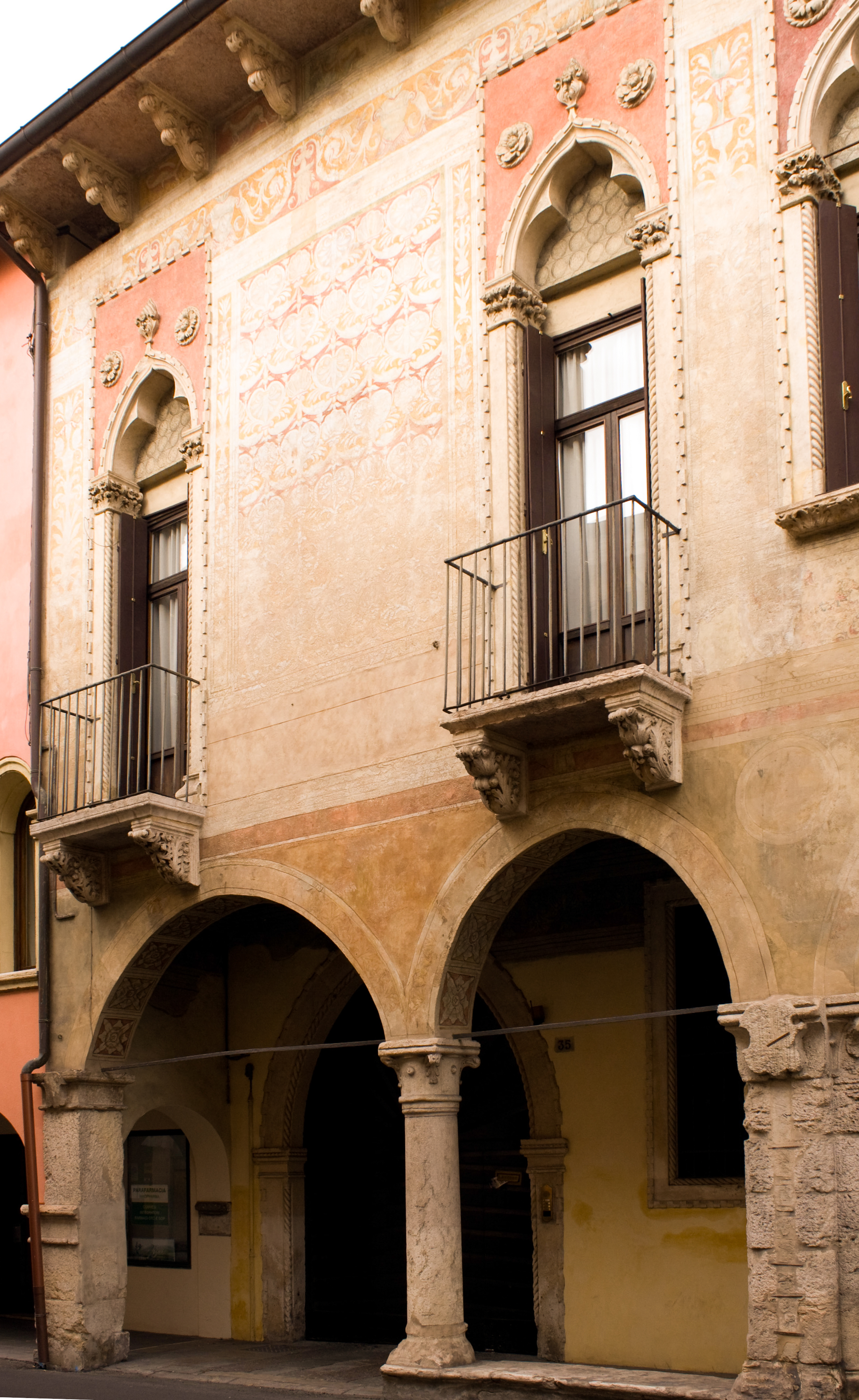
Ala aggiunta nel Cinquecento

Palazzo Regaù è un gioiello di stile tardo gotico veneziano. 
La facciata è sostenuta da un portico che si inserisce nel contesto della contrada, anch'essa ampiamente porticata, con colonne che poggiano su un muretto quasi coperto dalla strada, innalzata più volte per le piene del Bacchiglione. 
Bellissime sono la quadrifora centrale e le porte-finestre laterali, finemente rifinite in pietra, e il largo cornicione, anch'esso in pietra.
La facciata del palazzo è arricchita da affreschi con figure di animali e l'ostentazione del "catalogo di prodotti" che fecero le fortune della famiglia. Sui parapetti della quadrifora le quattro Virtù Cardinali (Prudenza, Giustizia, Fortezza e Temperanza) opera di Giovanni Grandi, scolpite in fine rilievo. 
Nell'androne principale rimangono ancora brandelli di affreschi quattrocenteschi e, in corte, la vera da pozzo tagliata in due dal muro divisorio della proprietà.
La quadrifora porta molta luce al sontuoso salone principale, in cui le porte alle pareti sono originali del Cinquecento. Una fascia affrescata, piuttosto malridotta, presenta divinità accoppiate a segni zodiacali; alcuni disegni a carboncino di armigeri cinquecenteschi con scritte in tedesco si ritiene siano stati fatti da lanzichenecchi - le truppe dell'imperatore Massimiliano I quando entrò in Vicenza nel 1509, ai tempi della guerra della Lega di Cambrai - accampatisi nel palazzo.

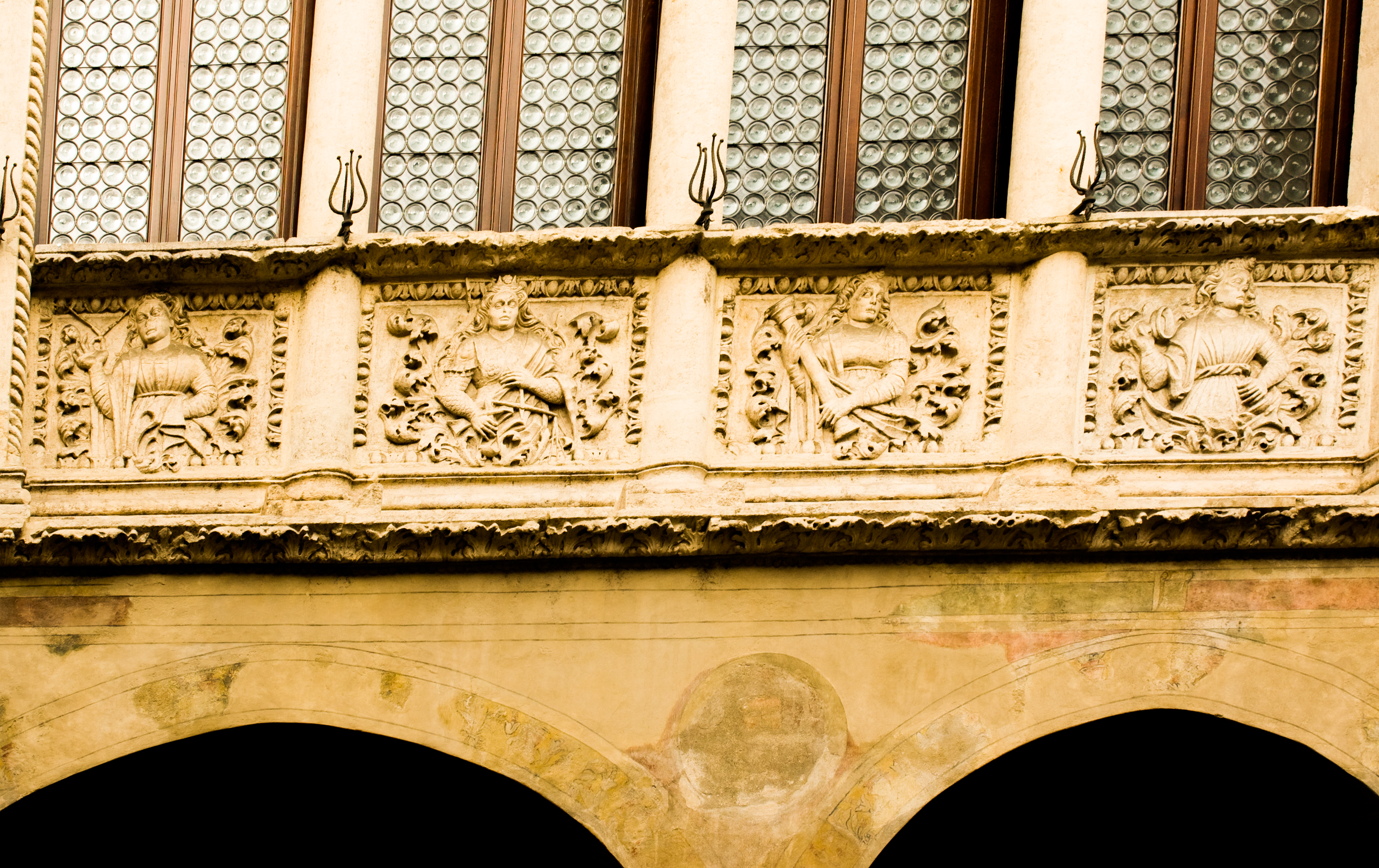
Il parapetto con le Virtù Cardinali
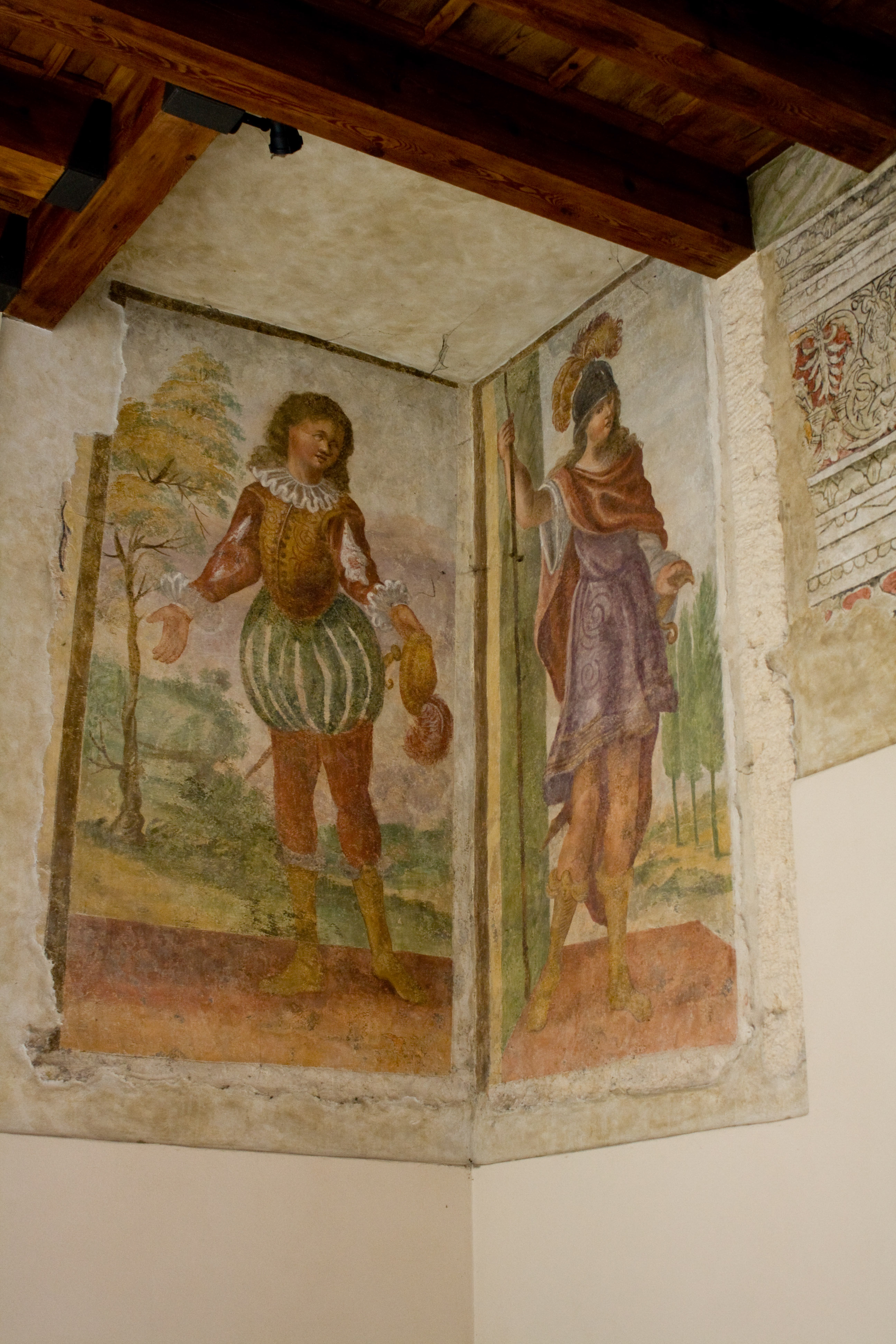
Affresco sotto portico
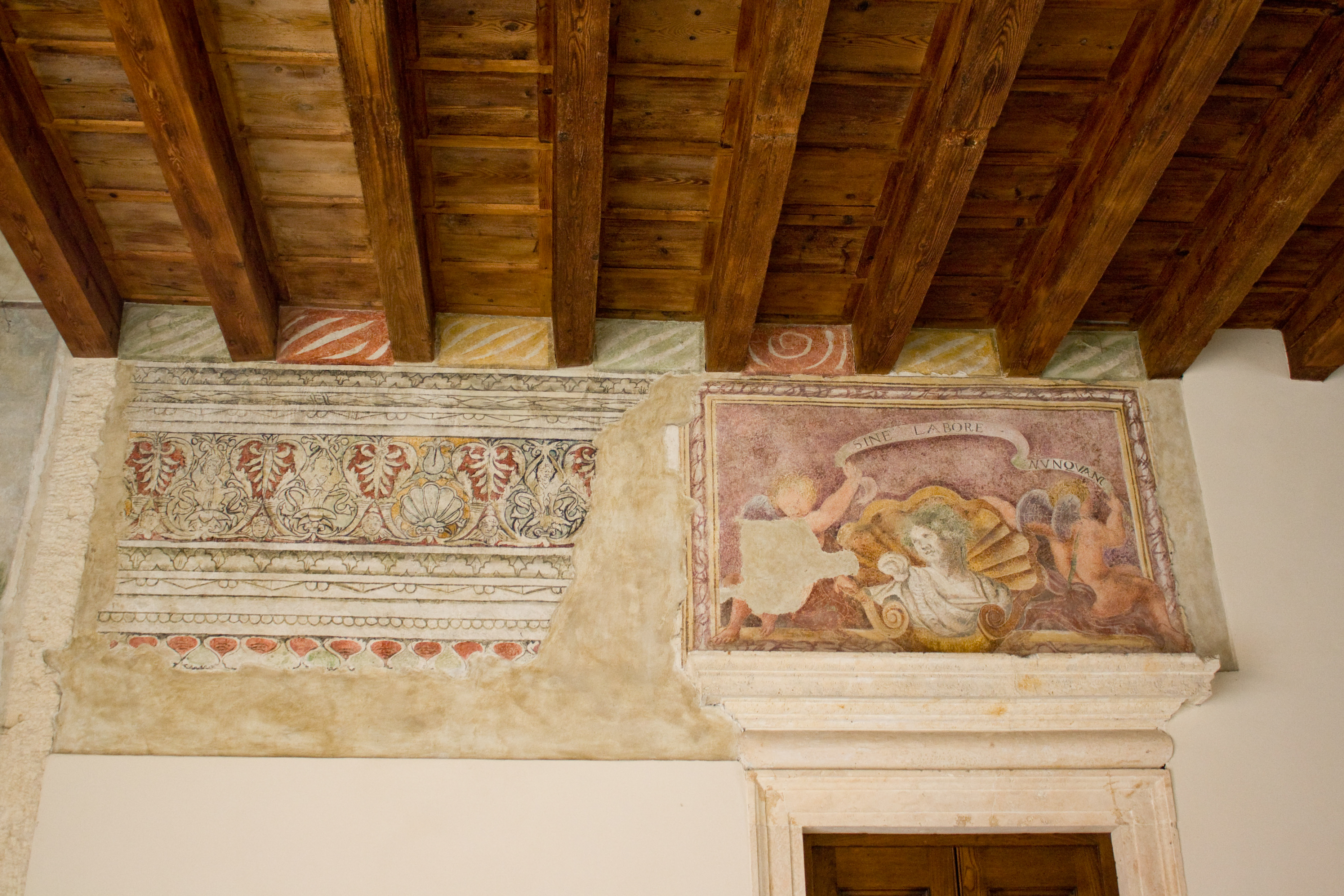
Affresco sotto portico
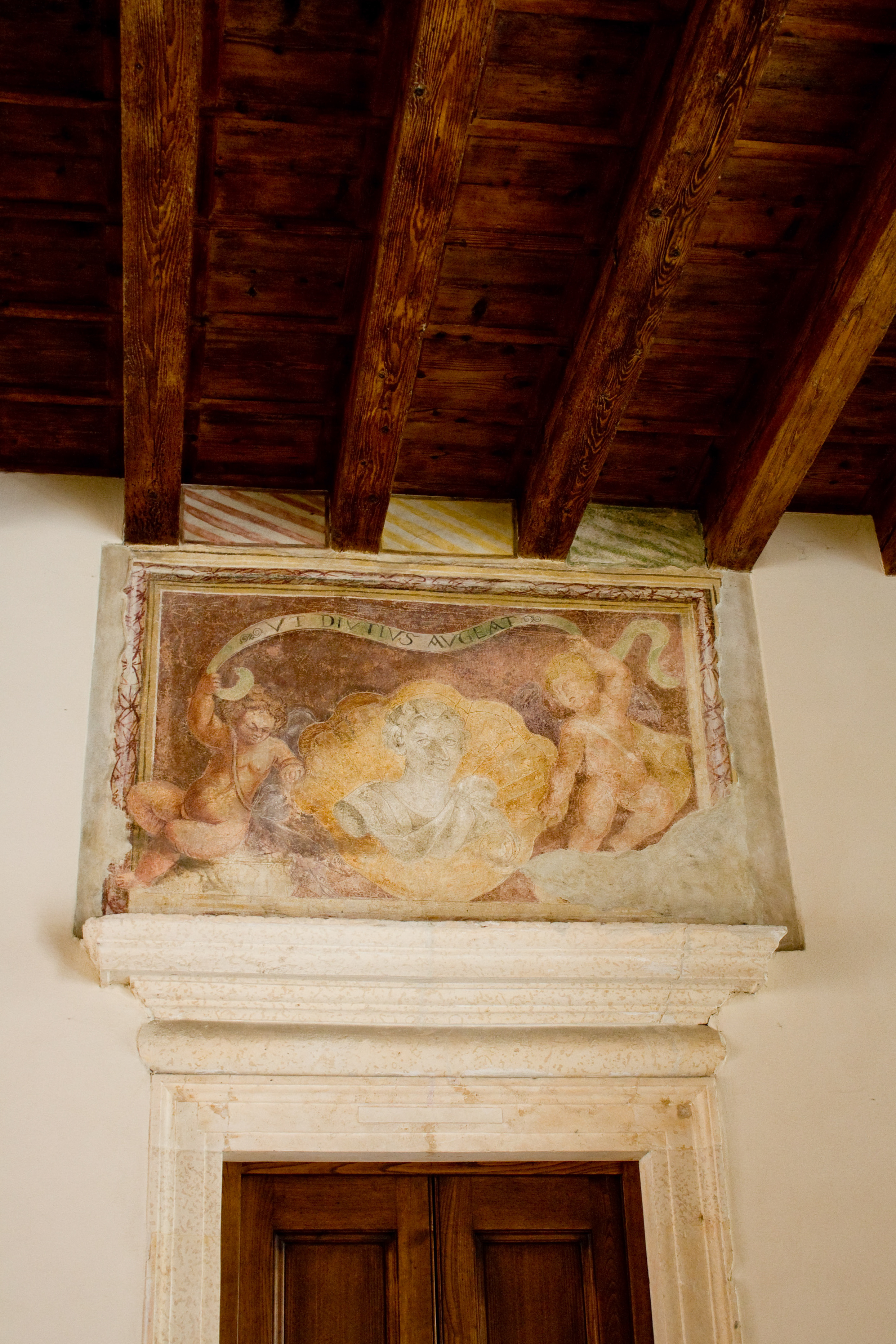
Affresco sotto portico